# 'Ndrina Maesano
I Maesano sono una 'ndrina che opera a Isola Capo Rizzuto, un tempo alleata con gli Arena.

## Storia e attività criminali
Il clan nasce nella zona di Roghudi e Roccaforte del Greco, come parte di una più ampia associazione criminale formata dalle famiglie Maesano, Pangallo, Verno e Favasuli.
La 'ndrina ha origine antiche: già nel 1896 un pentito di allora, tal Pietro Palamara, testimoniò dell'esistenza di una associazione criminale riferentesi al territorio di Roccaforte del Greco, guidata dalla famiglia Maesano-Pangallo, mentre negli anni 20 del XX secolo venne accertato che controllava il caporalato dell'attività agricola, cosa che provocò una faida con la famiglia Stillitano a Drosi di Rizzicone. L'influenza della famiglia si è poi estesa anche a tutto il crotonese e a molte altre famiglie criminali calabresi, cui il nome del clan è spesso associato, in particolare nel territorio di Isola Capo Rizzuto. Erano storicamente alleati con gli Arena, contro cui a partire dagli anni ottanta del XX secolo condurranno una lunga e sanguinosa faida per il controllo criminale del territorio, legata inizialmente all'assegnazione degli appalti per la costruzione di una base NATO a Isola Capo Rizzuto, faida ripresa anche negli anni 2002-2003.
Le attività criminali della 'ndrina si estendono anche al traffico di droga grazie ai contatti con i cartelli sudamericani, armi, denaro contraffatto ed auto rubate e le attività si sono allargate al di fuori della Calabria, inizialmente in Lombardia ed Emilia-Romagna. La 'ndrina è stata la prima famiglia della 'ndrangheta a importare droghe dal Perù.
Negli ultimi anni sono entrati anche nel "business" del turismo, controllando la gestione di alcuni villaggi turistici dell'area di Isola Capo Rizzuto.
Nel 1995 furono sequestrati beni per 21 miliardi di lire riconducibili al clan Arena-Maesano. Nel 2011 un'operazione condotta da Carabinieri e Guardia di Finanza ha portato al sequestro di beni mobili ed immobili per un valore di 4 milioni di euro frutto delle attività criminali e di riciclaggio svolte dal clan e dall'affiliato clan Puccio.  Nel 2012 vengono sequestrati 20 chili di cocaina nel porto del Pireo, provenienti dai traffici dei Maesano in Bolivia. Numerose altre attività, beni e società riconducibili al clan sono stati posti sotto sequestro per un valore totale di svariate decine di milioni di euro.
Nonostante i numerosi arresti e sequestri, come affermato da Nicola Gratteri, la 'ndrina rimane ancora oggi una delle più potenti della 'ndrangheta sia sul territorio di appartenenza che influente sull'intero territorio italiano e all'estero, estendendosi anche in Svizzera, Spagna, Germania, Sudamerica e Nord-Africa.

## Esponenti e capibastone
- Luigi Maesano, capobastone arrestato.[4]
- Alessandro Maesano, condannato a 14 anni per traffico di stupefacenti dalla Bolivia.[2]
- Fortunato Maesano, capocosca arrestato nel 2006 mentre era latitante in Spagna.[1]
- Francesco Maesano, capobastone, recluso e poi messo agli arresti domiciliari a causa delle precarie condizioni di salute.[1]
- Santo Maesano, condannato per estorsione, appalti truccati, traffico di armi, munizioni e sostanze stupefacenti, estradato nel 2004 in Italia dopo la latitanza e cattura in Spagna.[16][17]